# 洪旼杓
洪旼杓（1984年5月9日—），韩国围棋职业九段棋手。2006年连胜周鹤洋、林至涵和古力，闯入第11届LG盃四强。

## 外部連結
- 韓國棋院「홍민표(洪旼杓)」